# Gabane
Gabane é uma cidade localizada no distrito Kweneng em Botswana. Possuía, em 2011, uma população estimada de 15 237 habitantes.